# القط ذو الحذاء: الأمنية الأخيرة
القط ذو الحذاء: الأمنية الأخيرة (بالإنجليزية: Puss in Boots: The Last Wish)‏ هو فيلم رسوم متحركة كوميدي من إنتاج شركة دريم ووركس أنيميشن ومن بطولة أنتونيو بانديراس، سلمى حايك، هارفي غيلين، فلورنس بيو، جون مولايني وواغنر مورا، من المقرر صدور الفيلم في 21 ديسمبر 2022.

## روابط خارجية
- الموقع الرسمي
- القط ذو الحذاء: الأمنية الأخيرة على موقع IMDb (الإنجليزية)
- القط ذو الحذاء: الأمنية الأخيرة على موقع ميتاكريتيك (الإنجليزية)
- القط ذو الحذاء: الأمنية الأخيرة على موقع روتن توميتوز (الإنجليزية)
- القط ذو الحذاء: الأمنية الأخيرة على موقع نتفليكس (الإنجليزية)
- القط ذو الحذاء: الأمنية الأخيرة على موقع ألو سيني (الفرنسية)
- القط ذو الحذاء: الأمنية الأخيرة على موقع أول موفي (الإنجليزية)
- القط ذو الحذاء: الأمنية الأخيرة على موقع بوكس أوفيس موجو (الإنجليزية)
- القط ذو الحذاء: الأمنية الأخيرة على موقع فيلمافينيتي (الإسبانية)
- القط ذو الحذاء: الأمنية الأخيرة على موقع قاعدة بيانات الأفلام السويدية (السويدية)
- القط ذو الحذاء: الأمنية الأخيرة على موقع قاعدة بيانات الفيلم (الإنجليزية)

لم يتم العثور على روابط لمواقع التواصل الاجتماعي.